# Fort Romainville
Fort Romainville – fort w dzielnicy Avenir miasta Les Lilas, wzniesiony w latach 1844–1848 w ramach prac nad pierścieniem fortów wokół Paryża rozpoczętych na polecenie Adolfa Thiersa. W czasie hitlerowskiej okupacji Francji niemiecki niemiecki obóz.

## Historia
Fort został wzniesiony w ramach prac nad zabezpieczeniem dostępu do stolicy Francji. Pierwotnie rozciągał się na obszarze 20 hektarów i powtarzał wzorce konstrukcyjne znane z fortyfikacji Vaubana. W czasie wojny francusko-pruskiej był miejscem schronienia części ludności cywilnej z Les Lilas i okolic, w jego sąsiedztwie nie toczyły się walki.
W 1940 fort został zajęty przez hitlerowców, którzy urządzili w nim więzienie, a następnie obóz koncentracyjny dla schwytanych uczestników ruchu oporu. Część osadzonych w nim osób była następnie wywożona do obozu w Drancy lub obozu w Royallieu, a stamtąd do obozów zagłady poza Francją. To spośród więźniów Romainvile wybierano również zakładników rozstrzeliwanych, najczęściej na terenie fortu Mont Valérien, w odwecie za udane akcje ruchu oporu. Początkowo przetrzymywano w nim więźniów obojga płci, z czasem stał się miejscem uwięzienia wyłącznie kobiet. Większość z nich (85%) była przed wojną zrzeszona we Francuskiej Partii Komunistycznej.
Do 15 sierpnia 1944 hitlerowcy wywieźli większość osadzonych w Romainville, w cztery dni później zabili pozostałych w nim 11 więźniów za pomocą granatów.
Łączna liczba uczestników ruchu oporu więzionych w Romainville szacowana jest na siedem tysięcy, z czego 209 osób straconych bezpośrednio w forcie. Wśród znanych więźniów był Pierre Georges, który zdołał uciec z fortu, oraz kobiety: Marie-Claude Vaillant-Couturier, Charlotte Delbo, May Politzer (żona filozofa Georges’a Politzera), Danielle Casanova, Simone Sampaix i Hélène Langevin.
W 2. połowie XX wieku w obrębie zabudowań fortecznych została wzniesiona wieża telewizyjna oraz ośrodek kultury.